# 대구대학교
대구대학교 (大邱大學校, Daegu University)는 경상북도 경산시에 있는 사립 대학교이다. 특수교육관련 장애인 복지가 발달하였다.

## 역사
대구대학교는 이영식 목사가 1946년 대구맹아학교를 세운 것을 시초로, 10년 뒤인 1956년 5월 1일, 대구맹아학교를 발전시켜 대구 대명동에 한국사회사업학교를 세우게 되는데, 이 한국사회사업학교가 대구대의 모토가 된다. 그 후 1961년 2월 4일 한국사회사업대학(韓國社會事業大學)으로 승격하고 이영식 목사가 초대 총장을 맡는다. 1979년 12월 13일 한사대학(韓社大學)으로 개칭하였으며, 1981년 7월 31일 종합대학 승격 인가를 받고 같은 해 10월 20일 대구대학교로 교명을 변경하면서 6개 단과대(인문, 법정, 경상, 사회과학, 이공계, 사범)를 신설하여 현재까지 이어지고 있다. 2018년 6월 제12대 총장으로 김상호 박사가 취임하여 '학생이 행복한 대학’을 기치로 도약하고 있다.

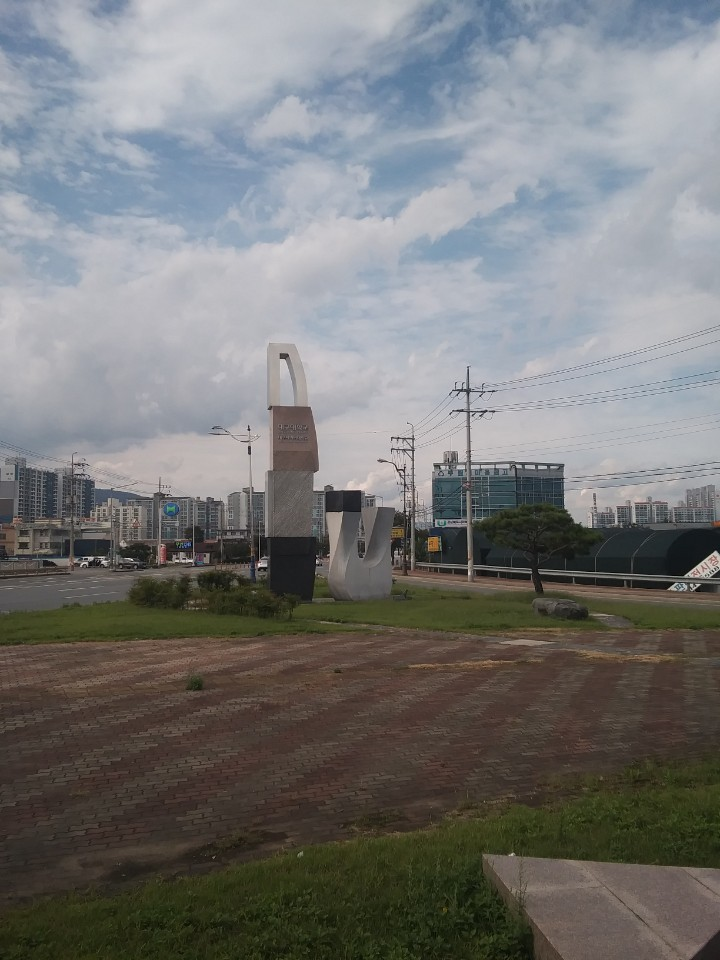
경산대구대 삼거리

2023년 기준 전국에서 2번째로 면적이 큰 대학교이다.
- 1956. 5. 1 한국이공학원 설립(대구시 남구 대명동)
- 1957. 3. 29 한국사회사업학교 설립 인가
- 1958. 2. 4 재단법인 대구맹아학원 설립
- 1961. 2. 4 한국사회사업대학(4년제)으로 승격
- 1962. 2. 27 한국사회사업초급대학으로 학칙변경
- 1964. 1. 18 학교법인 영광학원으로 변경
- 1964. 1. 21 한국사회사업대학(4년제)으로 재설립인가
- 1971. 12. 31 경산군 진량면에 캠퍼스 부지 매입(약6만평)
- 1979. 3. 1 대학 위치 변경 인가(경북 경산군 진량면 내리리 산23번지)
- 1979. 12. 13 한사대학으로 교명 변경
- 1981. 7. 31 한사대학교로 교명 변경(종합대학교로 승격)
- 1981. 10. 20. 대구대학교로 교명 변경
- 1981. 12. 16 한사실업전문대학 통․폐합
- 1989. 10. 28 대구대학교 주소 변경(경북 경산군 진량면 내리리 15번지)
- 2001. 11. 12 새길디지털대학교 설치 인가 (교육인적자원부)
- 2002. 0. 2. 새길디지털대학교 개교‧입학
- 2002. 7. 9 새길디지털대학교 대구사이버대학교로 교명변경 인가
- 2016. 5. 1 대구대학교 개교 60주년

## 캠퍼스 풍경

### 경산캠퍼스
대구대학교의 경산캠퍼스는 대구대학교의 주 캠퍼스로, 면적은 약 100만 평 정도이며 캠퍼스 앞에는 문천지 호수가 자리하고 있다. 캠퍼스 안에는 점자출판 박물관, 점자 도서관 등이 있고, 점자 도서관 앞에는 시각장애인을 위해 점자와 소리로 안내해주는 식물원이 있다. 그리고 본관 2층에는 중앙 박물관과, 목양 박성삼선생의 유족이 기증한 목공예품으로 인한 목공예 전시관이 개설되어 있다.

### 대명동캠퍼스
대명동 캠퍼스는 대구대학교가 처음 개교한 곳으로, 현재는 거의 모든 기능이 경산캠퍼스로 이전되어 있으며, 학교법인 산하 장애인 특수학교와 보건과학부, 재활과학대학원, 행정대학원, 평생교육원만 현재 남아있는 상태이다. 2009년 5월 24일 대구대에서는 예전 대명동 캠퍼스자리를 장애인 재활 종합단지로 조성한다는 계획을 구상중에 있다.

## 부속시설

대구대 중앙박물관 목칠공예전시관

### 중앙박물관
중앙박물관은 1980년 5월 1일 개관하였다. 고고학‧역사학‧민속학‧인류학에 관한 문화유산을 수집‧보관‧전시하며 이들을 학생교육 및 교수 연구자료로 제공하여 활용케 하고 있다. 또한 각종 문화유적의 발굴조사 등의 학술조사, 학술대회, 다양한 기획 전시, 전통문화체험 등 다양한 학술.문화 활동을 추진하고 있다. 현재 중앙도서관에는 총 9,515개의 소장품을 보관하고 있다.

### 중앙도서관
중앙도서관은 경산 캠퍼스 성산홀 오른쪽에 위치해있으며, 정보자료를 수집, 보존, 운영하고 교육 연구활동에 필요한 자료를 이용자들에게 제공함으로써 학문연구에 이바지하고 있다. 130만여 권의 장서를 소장하고 있으며 Web DB, 전자저널 e-book 등 27000여 종의 전자정보원을 대학 구성원 및 지역주민에게 무료로 제공한다.

### 점자도서관
대구대학교 점자도서관은 1958년 2월에 점자도서 출판부를 설립하면서 시작하여, 점자도서 열람 및 대출 업무뿐만 아니라 1974년부터 교육부의 위촉을 받아 전국맹학교 초등부 점자교과서 출판을 시작하였다. 지금까지 초/중/고등부의 점자교과서 출판/보급을 해 오고 있다. 또한 시각장애로 인한 정보 접근의 제한을 받고 있는 시각장애인들의 문화 복지 향상에 기여하고자, 시각장애인의 정서 생활과 인격 함양을 위한 점자도서, 녹음도서, 전자도서 등을 개발하였으며, 2007년 6월 1일 기준으로 점자도서 6,400책, 녹음도서 3,094점, CD도서 644점을 소장하고 있다.

## 역대 총장
| 대수     | 이름   | 임기                               | 비고 |
| -------- | ------ | ---------------------------------- | ---- |
| 제1~3대  | 이태영 | 1982년 3월 1일 ~ 1993년 4월 7일    |      |
| 제4대    | 신상준 | 1993년 4월 8일 ~ 1994년 2월 8일    |      |
| 제5대    | 조기섭 | 1994년 3월 1일 ~ 1995년 8월 31일   |      |
| 제6대    | 박윤흔 | 1996년 2월 28일 ~ 2000년 2월 16일  |      |
| 제7대    | 윤덕홍 | 2000년 2월 17일 ~ 2003년 3월 6일   |      |
| 직무대행 | 이강언 | 2003년 3월 7일 ~ 2003년 6월 30일   |      |
| 제8대    | 이재규 | 2003년 7월 1일 ~ 2005년 8월 15일   |      |
| 직무대행 | 박용   | 2005년 8월 15일 ~ 2005년 10월 31일 |      |
| 제9대    | 이용두 | 2005년 11월 1일 ~ 2009년 10월 31일 |      |
| 제10대   | 홍덕률 | 2009년 11월 1일 ~ 2013년 10월 31일 |      |
| 직무대행 | 김덕진 | 2013년 11월 1일 ~ 2014년 7월 21일  |      |
| 제11대   | 홍덕률 | 2014년 7월 22일 ~ 2018년 3월 27일  |      |
| 직무대행 | 조희금 | 2018년 3월 28일 ~ 2018년 5월 30일  |      |
| 제12대   | 김상호 | 2018년 6월 1일 ~ 2022년 5월 31일   |      |
| 제13대   | 박순진 | 2022년 7월 1일 ~ 현재              |      |

## 학부 과정 및 대학원 과정
대구대학교에는 12개의 단과대학, 91개 학과 및 전공, 일반 대학원 및 특수 대학원 6개가 자리하고 있다.

## 학생활동
- 대구대학교 총학생회 보관됨 2017-06-07 - 웨이백 머신
- 대구대학교 총대위원회
- 동아리연합회 보관됨 2014-12-27 - 웨이백 머신
- 졸업준비위원회[깨진 링크(과거 내용 찾기)]

## 교내언론
- 영광문화편집국 보관됨 2017-06-07 - 웨이백 머신

## 교통
경산캠퍼스를 경유하는 주요 버스노선은 818-1, 814, 840, 818, 급행5 등이 있다.

## 사진

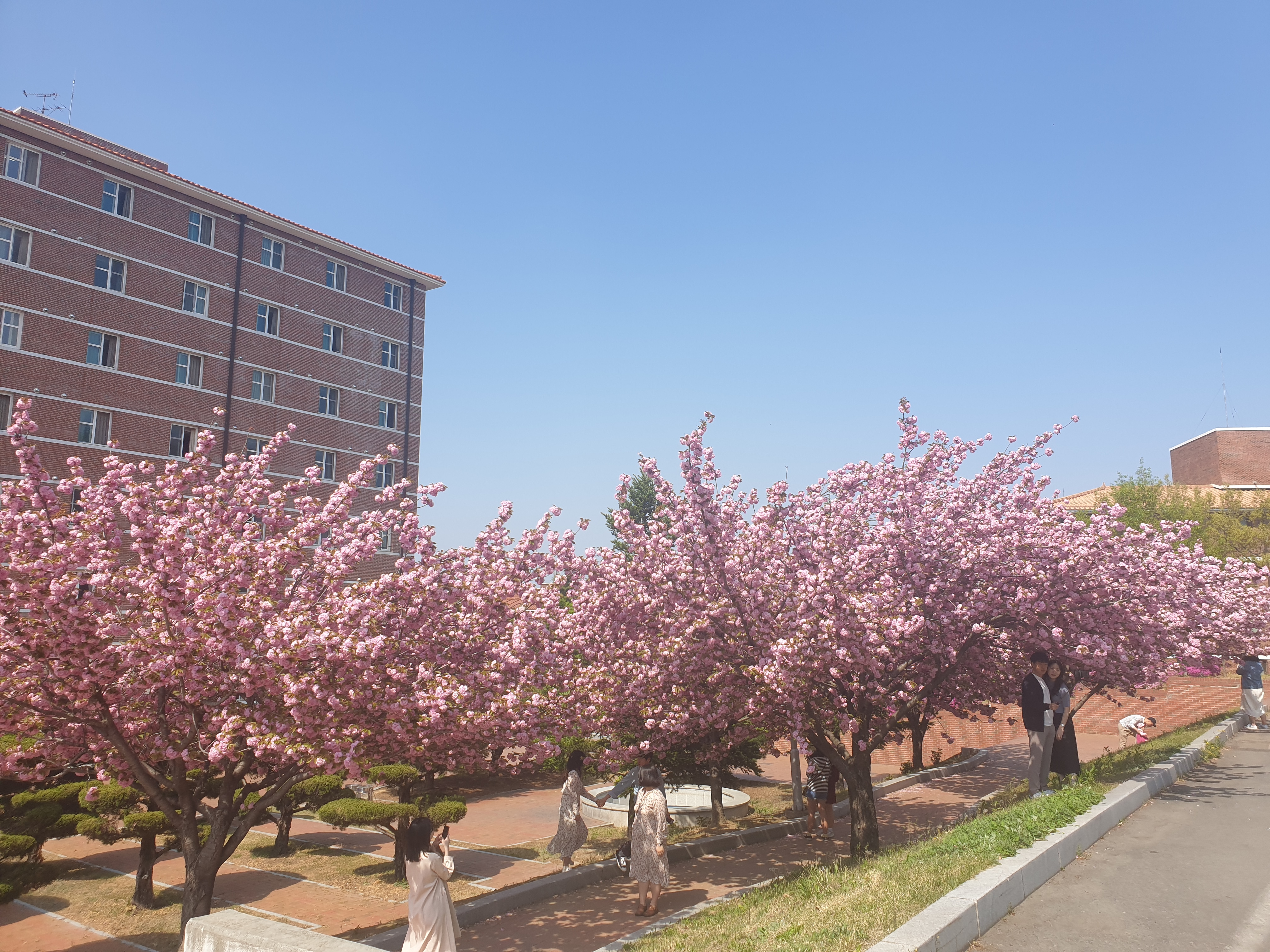
겹벚꽃이 만개한 대구대학교

## 같이 보기
- 대한민국의 교육